# 吕怡萱
呂怡萱（英語：Ivy Lu，1984年3月14日—），南非華裔，在2005年南非約翰尼斯堡華裔小姐競選亞軍，隨後參選2007年國際中華小姐競選得亞軍，姐姐呂怡慧是2005年南非約翰尼斯堡華裔小姐競選冠軍及2006年國際華裔小姐競選冠軍。

## 獎項
- 2005年：約翰尼斯堡華裔小姐亞軍
- 2007年：國際中華小姐競選亞軍

## 曾參與的節目

### 2007年
- 2月17日：無綫電視 - 美女廚房 (第一輯)第十九集《美女廚房團年飯》

## 外部連結
- 2007年度國際中華小姐選舉官方網頁：呂怡萱個人資料

| 前任： 許裕娟 | 國際中華小姐競選亞軍 2007年 | 繼任： 張嘉兒 |